# Матюшино (Тульская область)
Матюшино — деревня Заокского района Тульской области. Входит в состав Русятинского сельского округа Малаховского муниципального образования. На 2022 год в  деревне числится 16 улиц, все относятся к садовым товариществам. Расположена в 63 км на север от Тулы, высота центра селения над уровнем моря 202 м

## Население
| 2010 |
| ---- |
| 16   |

В 2022 году была проведена реконструкция сетей электроснабжением со строительством новой разукрупняющей КТП.